# Copa São Paulo de Futebol Júnior de 1988
O único ano até então em que a Copa São Paulo de Futebol Júnior não ocorreu foi em 1987. Com a posse do prefeito Jânio Quadros, em janeiro do ano anterior, muitas trocas de cargo ocorreram nos departamentos da Secretaria Municipal de Esportes, inviabilizando a organização antecipada do evento.
Assim, a Copa São Paulo de Futebol Júnior teve seu retorno em 1988, com a 19ª edição da "copinha", e aconteceu entre os dias 10 e 24 de Janeiro. O torneio passou a ser realizado em parceria com a Secretaria de Esportes do Estado de São Paulo e a Federação Paulista de Futebol. Nessa edição, o Nacional, se tornou Bicampeão do torneio, no dia 24 de janeiro, vencendo o América, pelo placar de 3 a 0, no Estádio Universitário da USP.
A partir desse ano, as sedes se variam por outras cidades em todo o Estado de São Paulo.
Nesta edição, tivemos a participação de uma equipe mexicana: o Universidad de Guadalajara.

## Regulamento
A Competição será disputada em 4 fases: primeira fase, segunda fase, semifinal e final. Participaram da primeira fase um total de 24 clubes, divididos em 6 grupos, portanto de A a F.
Na  primeira fase os clubes jogaram entre si, dentro do grupo em turno único, classificando-se para a segunda fase, os dois melhores clubes que obtiveram o maior número de pontos ganhos nos respectivos grupos.
Na  segunda fase, os clubes jogaram entre si, dentro do grupo em turno único, classificando-se para a semi-final, o clube que obteve o maior número de pontos ganhos nos respectivos grupos. participaram desta fase, um total de 12 clubes, divididos em 4 grupos, portanto de I a IV.
Ao término da primeira fase e da segunda fase, em eventual igualdade de pontos ganhos entre dois ou mais clubes, aplicou-se, sucessivamente, os seguintes critérios:
- Confronto direto (somente no empate entre dois clubes)
- Maior saldo de gols
- Maior número de vitórias
- Maior número de gols marcados
- Sorteio

## Equipes participantes
Estas são as 24 equipes que participaram desta edição:
| Estado            | Equipe           |           | Estado                       | Equipe |
| ----------------- | ---------------- | --------- | ---------------------------- | ------ |
| Bahia             | EC Bahia         | São Paulo | Guarani FC                   |        |
| Goiás             | Vila Nova FC     | São Paulo | CA Indiano                   |        |
| Minas Gerais      | C Atlético-MG    | São Paulo | CA Juventus                  |        |
| Paraná            | SE Matsubara     | São Paulo | Nacional AC                  |        |
| Rio de Janeiro    | Botafogo FR      | São Paulo | GE Novorizontino             |        |
| Rio de Janeiro    | CR Flamengo      | São Paulo | SE Palmeiras                 |        |
| Rio Grande do Sul | SC Internacional | São Paulo | A Portuguesa D               |        |
| Santa Catarina    | Joinville EC     | São Paulo | Santos FC                    |        |
| São Paulo         | América FC       | São Paulo | EC São Bento                 |        |
| São Paulo         | Botafogo FC      | São Paulo | São Paulo FC                 |        |
| São Paulo         | Comercial FC     | São Paulo | EC XV de Jaú N               |        |
| São Paulo         | SC Corinthians P | México    | C Universidad de Guadalajara |        |

## Primeira fase

### Grupo A (Ribeirão Preto)
| Time        | Pts | J | V | E | D | GP | GS | SG |
| ----------- | --- | - | - | - | - | -- | -- | -- |
| Joinville   | 5   | 3 | 2 | 1 | 0 | 5  | 3  | +2 |
| Botafogo-SP | 3   | 3 | 1 | 1 | 1 | 2  | 2  | 0  |
| Juventus-SP | 3   | 3 | 1 | 1 | 1 | 3  | 3  | 0  |
| Santos      | 1   | 3 | 0 | 1 | 2 | 2  | 4  | -2 |

| 10 de janeiro | Santos | 0 – 0 | Botafogo-SP |  |
|               |        |       |             |  |

| 10 de janeiro | Juventus-SP | 1 – 1 | Joinville |  |
|               |             |       |           |  |

| 12 de janeiro | Joinville | 2 – 1 | Santos |  |
|               |           |       |        |  |

| 12 de janeiro | Juventus-SP | 0 – 1 | Botafogo-SP |  |
|               |             |       |             |  |

| 14 de janeiro | Botafogo-SP | 1 – 2 | Joinville |  |
|               |             |       |           |  |

| 14 de janeiro | Santos | 1 – 2 | Juventus-SP |  |
|               |        |       |             |  |

### Grupo B (São José do Rio Preto)
| Time       | Pts | J | V | E | D | GP | GS | SG |
| ---------- | --- | - | - | - | - | -- | -- | -- |
| Matsubara  | 5   | 3 | 2 | 1 | 0 | 6  | 2  | +4 |
| América-SP | 3   | 3 | 1 | 1 | 1 | 5  | 4  | +1 |
| Botafogo   | 3   | 3 | 1 | 1 | 1 | 4  | 5  | -1 |
| Palmeiras  | 1   | 3 | 0 | 1 | 2 | 2  | 6  | -4 |

| 10 de janeiro | Palmeiras | 1 – 2 | Botafogo |  |
|               |           |       |          |  |

| 10 de janeiro | Matsubara | 2 – 1 | América-SP |  |
|               |           |       |            |  |

| 12 de janeiro | Botafogo | 1 – 1 | Matsubara |  |
|               |          |       |           |  |

| 12 de janeiro | Palmeiras | 1 – 1 | América-SP |  |
|               |           |       |            |  |

| 14 de janeiro | América-SP | 3 – 1 | Botafogo |  |
|               |            |       |          |  |

| 14 de janeiro | Matsubara | 3 – 0 | Palmeiras |  |
|               |           |       |           |  |

### Grupo C (Campinas)
| Time          | Pts | J | V | E | D | GP | GS | SG |
| ------------- | --- | - | - | - | - | -- | -- | -- |
| Portuguesa    | 6   | 3 | 3 | 0 | 0 | 5  | 1  | +4 |
| Comercial     | 4   | 3 | 2 | 0 | 1 | 5  | 1  | +4 |
| Guarani       | 2   | 3 | 1 | 0 | 2 | 2  | 3  | -1 |
| Internacional | 0   | 3 | 0 | 0 | 3 | 1  | 8  | -7 |

| 10 de janeiro | Guarani | 2 – 0 | Internacional |  |
|               |         |       |               |  |

| 10 de janeiro | Portuguesa | 1 – 0 | Comercial |  |
|               |            |       |           |  |

| 12 de janeiro | Comercial | 4 – 0 | Internacional |  |
|               |           |       |               |  |

| 12 de janeiro | Portuguesa | 2 – 0 | Guarani |  |
|               |            |       |         |  |

| 14 de janeiro | Internacional | 1 – 2 | Portuguesa |  |
|               |               |       |            |  |

| 14 de janeiro | Guarani | 0 – 1 | Comercial |  |
|               |         |       |           |  |

### Grupo D (São Paulo)
| Time             | Pts | J | V | E | D | GP | GS | SG |
| ---------------- | --- | - | - | - | - | -- | -- | -- |
| GE Novorizontino | 4   | 3 | 1 | 2 | 0 | 5  | 4  | +1 |
| Vila Nova        | 3   | 3 | 1 | 1 | 1 | 7  | 6  | +1 |
| Corinthians      | 3   | 3 | 1 | 1 | 1 | 3  | 4  | -1 |
| Atlético Mineiro | 2   | 3 | 0 | 2 | 1 | 3  | 4  | -1 |

| 10 de janeiro | Corinthians | 0 – 0 | GE Novorizontino |  |
|               |             |       |                  |  |

| 10 de janeiro | Atlético Mineiro | 1 – 1 | Vila Nova |  |
|               |                  |       |           |  |

| 12 de janeiro | GE Novorizontino | 1 – 1 | Atlético Mineiro |  |
|               |                  |       |                  |  |

| 12 de janeiro | Vila Nova | 3 – 1 | Corinthians |  |
|               |           |       |             |  |

| 14 de janeiro | Vila Nova | 3 – 4 | GE Novorizontino |  |
|               |           |       |                  |  |

| 14 de janeiro | Corinthians | 2 – 1 | Atlético Mineiro |  |
|               |             |       |                  |  |

### Grupo E (São Paulo)
| Time                       | Pts | J | V | E | D | GP | GS | SG |
| -------------------------- | --- | - | - | - | - | -- | -- | -- |
| São Paulo                  | 4   | 3 | 2 | 0 | 1 | 4  | 2  | +2 |
| Bahia                      | 3   | 3 | 1 | 1 | 1 | 4  | 3  | +1 |
| XV de Jaú                  | 3   | 3 | 1 | 1 | 1 | 4  | 4  | 0  |
| Universidad de Guadalajara | 2   | 3 | 1 | 0 | 2 | 2  | 5  | -3 |

| 9 de janeiro | São Paulo | 0 – 1 | Univ. de Guadalajara |  |
|              |           |       |                      |  |

| 9 de janeiro | XV de Jaú | 1 – 1 | Bahia |  |
|              |           |       |       |  |

| 12 de janeiro | Univ. de Guadalajara | 0 – 2 | Bahia |  |
|               |                      |       |       |  |

| 12 de janeiro | XV de Jaú | 0 – 2 | São Paulo |  |
|               |           |       |           |  |

| 14 de janeiro | Univ. de Guadalajara | 1 – 3 | XV de Jaú |  |
|               |                      |       |           |  |

| 14 de janeiro | São Paulo | 2 – 1 | Bahia |  |
|               |           |       |       |  |

### Grupo F (São Paulo)
| Time        | Pts | J | V | E | D | GP | GS | SG |
| ----------- | --- | - | - | - | - | -- | -- | -- |
| Nacional-SP | 6   | 3 | 3 | 0 | 0 | 8  | 3  | +5 |
| Flamengo    | 4   | 3 | 2 | 0 | 1 | 9  | 5  | +4 |
| São Bento   | 2   | 3 | 1 | 0 | 2 | 5  | 8  | -3 |
| Indiano     | 0   | 3 | 0 | 0 | 3 | 3  | 9  | -6 |

| 10 de janeiro | Nacional-SP | 3 – 1 | Flamengo |  |
|               |             |       |          |  |

| 10 de janeiro | São Bento | 3 – 1 | Indiano |  |
|               |           |       |         |  |

| 12 de janeiro | São Bento | 2 – 5 | Flamengo |  |
|               |           |       |          |  |

| 12 de janeiro | Nacional-SP | 3 – 2 | Indiano |  |
|               |             |       |         |  |

| 14 de janeiro | Nacional-SP | 2 – 0 | São Bento |  |
|               |             |       |           |  |

| 14 de janeiro | Indiano | 0 – 3 | Flamengo |  |
|               |         |       |          |  |

## Segunda fase

### Grupo I (São Paulo)
| Time             | Pts | J | V | E | D | GP | GS | SG |
| ---------------- | --- | - | - | - | - | -- | -- | -- |
| Nacional-SP      | 3   | 2 | 1 | 1 | 0 | 1  | 0  | +1 |
| Bahia            | 2   | 2 | 0 | 2 | 0 | 1  | 1  | 0  |
| GE Novorizontino | 1   | 2 | 0 | 1 | 1 | 1  | 2  | -1 |

| 16 de Janeiro | GE Novorizontino | 1 – 1 | Bahia |  |
|               |                  |       |       |  |

| 18 de Janeiro | Nacional-SP | 0 – 0 | Bahia |  |
|               |             |       |       |  |

| 20 de janeiro | Nacional-SP | 1 – 0 | GE Novorizontino |  |
|               |             |       |                  |  |

### Grupo II (São Paulo)
| Time       | Pts | J | V | E | D | GP | GS | SG |
| ---------- | --- | - | - | - | - | -- | -- | -- |
| América-SP | 2   | 2 | 0 | 2 | 0 | 0  | 0  | 0  |
| Portuguesa | 2   | 2 | 0 | 2 | 0 | 0  | 0  | 0  |
| São Paulo  | 2   | 2 | 0 | 2 | 0 | 0  | 0  | 0  |

| 16 de Janeiro | São Paulo | 0 – 0 | América-SP |  |
|               |           |       |            |  |

| 18 de Janeiro | Portuguesa | 0 – 0 | América-SP |  |
|               |            |       |            |  |

| 20 de janeiro | Portuguesa | 0 – 0 | São Paulo |  |
|               |            |       |           |  |

### Grupo III (São Paulo)
| Time      | Pts | J | V | E | D | GP | GS | SG |
| --------- | --- | - | - | - | - | -- | -- | -- |
| Matsubara | 3   | 2 | 1 | 1 | 0 | 2  | 1  | +1 |
| Flamengo  | 2   | 2 | 1 | 0 | 1 | 2  | 1  | +1 |
| Vila Nova | 1   | 2 | 0 | 1 | 1 | 1  | 3  | -2 |

| 16 de Janeiro | Flamengo | 2 – 0 | Vila Nova |  |
|               |          |       |           |  |

| 18 de Janeiro | Matsubara | 1 – 1 | Vila Nova |  |
|               |           |       |           |  |

| 20 de janeiro | Matsubara | 1 – 0 | Flamengo |  |
|               |           |       |          |  |

### Grupo IV (Ribeirão Preto)
| Time        | Pts | J | V | E | D | GP | GS | SG |
| ----------- | --- | - | - | - | - | -- | -- | -- |
| Joinville   | 4   | 2 | 2 | 0 | 0 | 5  | 1  | +4 |
| Comercial   | 2   | 2 | 1 | 0 | 1 | 1  | 1  | 0  |
| Botafogo-SP | 0   | 2 | 0 | 0 | 2 | 1  | 5  | -4 |

| 16 de Janeiro | Comercial | 1 – 0 | Botafogo-SP |  |
|               |           |       |             |  |

| 18 de Janeiro | Joinville | 4 – 1 | Botafogo-SP |  |
|               |           |       |             |  |

| 20 de janeiro | Joinville | 1 – 0 | Comercial |  |
|               |           |       |           |  |

## Fase final

### Tabela
|  | Semifinais         | Semifinais |   |           | Final          | Final |  |
|  |                    |            |   |           |                |       |  |
|  |                    |            |   |           |                |       |  |
|  | Nacional-SP (pen)  | 0 (5)      |   |           |                |       |  |
|  | Matsubara          | 0 (4)      |   |           |                |       |  |
|  |                    |            |   |           |                |       |  |
|  |                    |            |   |           |                |       |  |
|  |                    |            |   |           | Nacional-SP    | 3     |  |
|  |                    | América-SP | 0 |           |                |       |  |
|  |                    |            |   |           |                |       |  |
|  |                    |            |   |           |                |       |  |
|  |                    |            |   |           | Terceiro lugar |       |  |
|  |                    |            |   |           |                |       |  |
|  | América-SP (prorr) | 2          |   | Matsubara | 1              |       |  |
|  | Joinville          | 0          |   |           | Joinville      | 2     |  |

### Semi-final
| 22 de janeiro | Nacional-SP | 0 – 0 | Matsubara | Estádio do Pacaembu, São Paulo |
| 16:00         |             |       |           | Árbitro: João Massaneto        |

|                                               |       | Penalidades                            |  |
| Marco Aurélio Pedrinho Celso Vicente Zé Índio | 5 – 4 | Marcelo Jorge Luiz Jorge Célio Ratinho |  |

| 22 de janeiro | América-SP | 2 – 0 | Joinville | Estádio do Pacaembu, São Paulo |
| 21:00         |            | [e]   |           | Árbitro: Djalma Rocha Garcia   |

- e. ^ O América eliminou o Joinville com dois gols durante o 2° tempo da prorrogação.

### Disputa do 3° Lugar
| 24 de janeiro | Matsubara | 1 – 2 | Joinville |  |
|               |           |       |           |  |

### Final
| 25 de janeiro | Nacional-SP                     | 3 – 0 | América-SP | Estádio Armando de Salles Oliveira, São Paulo |
| 15:00         | Mil 6', 28' · Marco Auréilo 18' |       |            | Árbitro: Joaquim Caetano                      |

- Nacional: Marcelo; Índio, Valdo, Vicente e Pedrinho; Simão, Mil e Cocada; Cuca (Daniel), Marco Aurélio e Hamilton (Monteiro). Técnico: Vinícios Cecconi.
- América: Marcelo; Xande, Claudinho, Manoel Fernando e Júlio Cesar; Abel, Valdeir (Negão) e Marcio Florêncio; Maurício (Baroni), Maurinho e Joãozinho. Técnico: Benedito Ambrósio.

## Premiação
| Copa São Paulo de Futebol Júnior de 1988 |
| São Paulo                                |
| ---------------------------------------- |
| NACIONAL Campeão (2º título)             |